# جسر دمبارتن (كاليفورنيا)

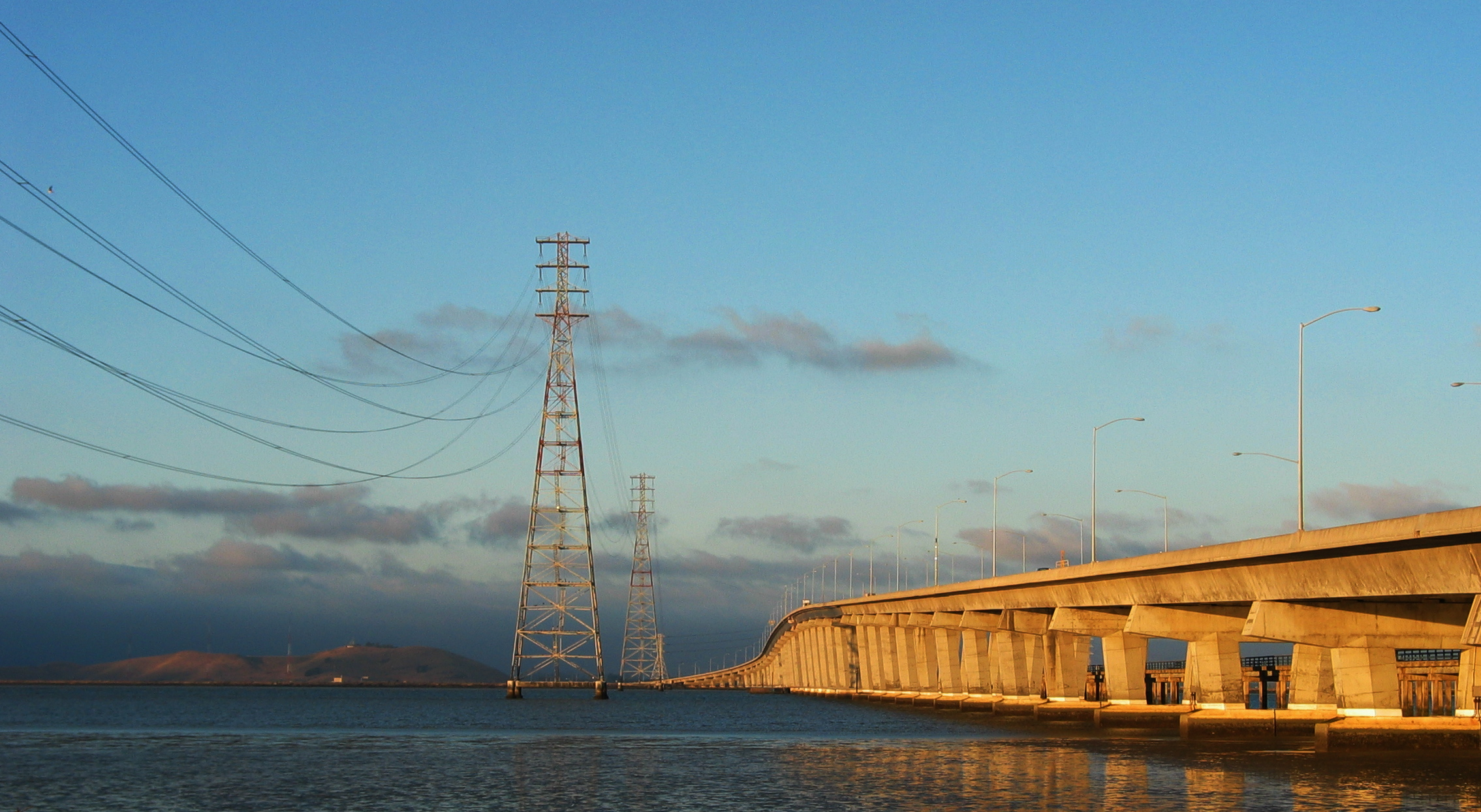
جسر دمبارتن

جسر دمبارتن أقصى جسور خليج سان فرانسيسكو (الولايات المتحدة الأمريكية) جنوبًا.